# Cocotte (prostituée)
Pour les articles homonymes, voir Cocotte.

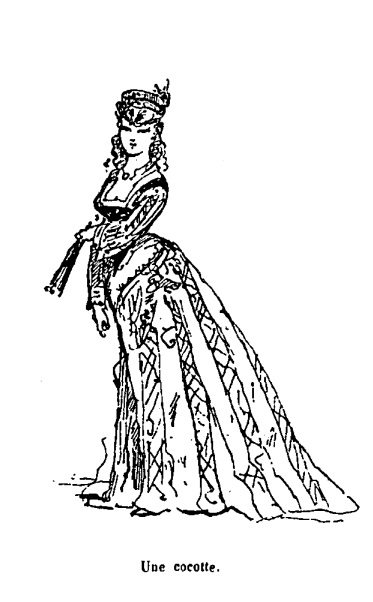
Une cocotte, Bertall ; La Comédie de notre temps : études au crayon et à la plume, Plon, Paris, 2, 1875.

Le terme cocotte désigne péjorativement en France, sous le Second Empire et pendant la Belle Époque, une femme qui vit de services sexuels rémunérés, mais qui n'est pas ou plus enregistrée comme prostituée par la police.
La cocotte fut admirée en même temps que critiquée lorsqu'elle ruinait ses riches amants en dépenses ostentatoires. On l'appelait aussi demi-mondaine, car reçue dans une partie de la société mondaine, courtisane, terme en usage depuis longtemps, belle-petite, hétaïre, affirmant du même coup une culture classique, horizontale, reprenant une expression argotique. Les « grandes horizontales » sont la couche la plus riche des cocottes.

## Histoire
Cocottes célèbres : Cora Pearl (1835-1886) (le Prince Napoléon, le duc de Morny…), Laure Hayman (1851-1932) (Paul Bourget, le roi de Grèce, le prince Karageorgevich, le prince Karl de Fürstenberg). Plusieurs hôtels particuliers de Paris ont été construits pour des « cocottes », comme celui de la Païva sur les Champs-Élysées.
Pour certaines femmes du peuple, devenir une cocotte était aussi un moyen d’arriver à l’aisance financière avant de se ranger. Certaines ont su gérer leur fortune, d’autres sont mortes dans la misère, d'autres enfin ont connu une phase cocotte. Sarah Bernhardt, dont la mère était indiscutablement une cocotte, a aussi vécu de l'argent d'admirateurs avant de devenir une actrice adulée. Marcel Proust présente une fin plus conventionnelle avec le personnage d'Odette dans À la recherche du temps perdu.
Plusieurs auteurs du XIXe ont écrit sur les cocottes, comme Émile Zola avec Nana. Ce roman décrit la vie et le destin tragique d’une de ces filles qui rendent fous d’amour et mènent à la ruine les hommes puissants qu’elles rencontrent. 
« Sentir, puer la cocotte » signifie sentir un parfum de mauvaise qualité, comme ceux dont usaient les cocottes de bas étage, et a donné le verbe « cocotter », qui signifie sentir fortement une odeur, généralement celle d'un parfum.